# IBM PC DOS
IBM PC DOS (một từ viết tắt cho IBM personal computer disk operating system) là một hệ điều hành đã ngưng sản xuất dành cho máy tính cá nhân của IBM, do IBM sản xuất và bán từ đầu những năm 1980 cho đến những năm 2000.

## Lịch sử
Lực lượng đặc nhiệm IBM được tập hợp để phát triển PC đã quyết định rằng các thành phần quan trọng của máy, bao gồm cả hệ điều hành, sẽ đến từ các nhà cung cấp bên ngoài. Sự phá vỡ triệt để khỏi truyền thống phát triển nội bộ của công ty là một trong những quyết định quan trọng khiến máy tính PC của IBM trở thành một tiêu chuẩn công nghiệp. Vào thời điểm đó, công ty tư nhân Microsoft, được Bill Gates thành lập năm năm trước, cuối cùng đã được chọn để viết hệ điều hành.

IBM muốn Microsoft giữ quyền sở hữu bất kỳ phần mềm nào mà họ phát triển và không muốn làm gì để giúp đỡ Microsoft, ngoài việc đưa ra đề xuất từ xa. Theo thành viên lực lượng đặc nhiệm Jack Sams: 
 Những lý do mang tính nội bộ. Chúng tôi đã có một vấn đề khủng khiếp khi bị những người tuyên bố rằng chúng tôi đã đánh cắp công cụ của họ kiện cáo. Nó có thể tốn kém khủng khiếp đối với chúng tôi khi các lập trình viên của chúng tôi xem mã thuộc về các lập trình viên khác bởi vì sau đó họ sẽ quay lại và nói rằng chúng tôi đã đánh cắp nó và kiếm được tất cả số tiền này. Chúng tôi đã thua một loạt các vụ kiện về vấn đề này và vì vậy chúng tôi không muốn có một sản phẩm rõ ràng là sản phẩm của người khác mà do người IBM tham gia sản xuất. Chúng tôi đã đến Microsoft với đề xuất rằng chúng tôi muốn đây là sản phẩm của họ.      
 IBM lần đầu tiên liên lạc với Microsoft để tìm kiếm công ty vào tháng 7 năm 1980. Các cuộc đàm phán tiếp tục trong những tháng tiếp theo và họp đồng đã chính thức được ký vào đầu tháng 11.
Mặc dù IBM mong đợi rằng hầu hết khách hàng sẽ sử dụng PC DOS, IBM PC cũng hỗ trợ các hệ điều hành CP/M-86, mà có sẵn sáu tháng sau PC DOS, và hệ điều hành p-System của UCSD. Kỳ vọng của IBM đã chứng minh chính xác: một cuộc khảo sát cho thấy 96,3% PC được đặt hàng với PC DOS giá chỉ 40 USD so với 3,4% cài CP/M-86 giá 240 USD.
Trong lịch sử của IBM PC DOS, các phiên bản khác nhau đã được IBM và/hoặc Microsoft phát triển. Vào thời điểm PC DOS 3.0 hoàn thành, IBM đã có một nhóm các nhà phát triển bao trùm toàn bộ HĐH. Tại thời điểm đó, IBM hoặc Microsoft đã phát triển hoàn toàn các phiên bản IBM PC DOS. Đến năm 1985, thỏa thuận phát triển chung (JDA) giữa IBM và Microsoft để phát triển PC DOS, mỗi công ty đã tạo cho công ty kia một phiên bản hoàn toàn phát triển. Hầu hết các phiên bản thương hiệu đều giống hệt nhau, tuy nhiên, có một số trường hợp trong đó mỗi công ty đã thực hiện các sửa đổi nhỏ cho phiên bản DOS của họ. Vào mùa thu năm 1984, IBM đã cung cấp tất cả mã nguồn và tài liệu của IBM TopView cho DOS được phát triển nội bộ cho Microsoft để Microsoft có thể hiểu đầy đủ hơn về cách phát triển môi trường vận hành hướng đối tượng, làm thế nào để chồng chéo Windows (cho sự phát triển của nó của Windows 2.0) và đa nhiệm (Windows đã sử dụng phương pháp hợp tác để chia sẻ CPU trong toàn bộ vòng đời của Windows 1.0 - ME).